# Триумфална арка (Карусел)
Вижте пояснителната страница за други значения на Триумфална арка.
Триумфална арка на площад „Карусел“ (на френски: Arc de Triomphe du Carrousel) е триумфална арка в Париж, намираща се на площад „Карусел“ на мястото на бившия дворец Тюйлери.
Построена е между 1806 и 1808 г. по заповед на Наполеон I за увековечаване на военните му победи. По-известната Триумфална арка „Етоал“, намираща се в близост, е проектирана през същата година, но изграждането ѝ е отнело около 30 г. поради два пъти по-масивната ѝ конструкция.

## История
Арката е проектирана от Шарл Персие и Пиер Фонтен, и е по модел на Арката на Константин в Рим (312 г.). Тя увековечава военните и дипломатически победи на Наполеон.
Първоначално, на върха на арката са създадени четири коня на венецианския фасадата на базиликата „Сан Марко“, но са били върнати до Венеция през 1815 г. и се заменя с квадрига, проектирана от Франсоа Босио. От двете страни, пред които е изправена на квадрига скулптура на победата. Проектирана е от Франсоа Жозеф Бозио и Шарл Персие. Арката е построена между 1806 и 1808 г.
Първоначално е била украсена с известните коне от катедралата Сан Марко във Венеция, завоювана от Наполеон през 1798. През 1815 след Битката при Ватерло и възстановяването на престола на Бурбоните те са върнати на Австрийската империя, която е придобива Венеция по силата на договора, подписан на Виенския конгрес. Австрийците назабавно възстановяват статуите на оригиналното им място.
През 1828 г. е поставена настоящата квадрига, създадена от барон Франсоа Жозеф Бозио.

## Описание
Монументът е с височина 19 метра, ширина 23 и дебелина 7,3 метра. Централната арка е с височина 6,4 м, а от двете страни са разположени две по-малки, всяка с височина 4,3 метра. Осемте колони са в Коринтски стил и са изградени от розов мрамор, а в горната им част са поставени 8 войници, облечени в униформи на Великата армия на Наполеон. На четирите страни са изписани следните надписи:
- Източна фасада:

L'armée française embarquée à Boulogne menaçait l'Angleterre
Une troisième coalition éclate sur le continent
Les Français volent de l'océan au Danube
La Bavière est délivrée, l'armée autrichienne prisonnière à Ulm
Napoléon entre dans Vienne, il triomphe à Austerlitz
En moins de cent jours, la coalition est dissoute
- Южна фасада:

Honneur à la grande armée
Victorieuse à Austerlitz
En Moravie
Le 2 décembre 1805 jour anniversaire
Du couronnement de Napoléon
- Западна фасада:

A la voix du vainqueur d’Austerlitz
L’empire d’Allemagne tombe
La confédération du Rhin commence
Les royaumes de Bavière et de Westphalie sont créés
Venise est réunie à la couronne de fer
L’Italie entière se range sous les lois de son libérateur
- Северна фасада:

Maître des États de son ennemi
Napoléon les lui rend
Il signe la paix le 27 décembre 1805
Dans la capitale de la Hongrie
Occupée par son armée victorieuse